# آيت بورزوين الشمالية (آيت بورزوين)
آيت بورزوين الشمالية هي إحدى مشيخات المملكة المغربية، تتبع جغرافيا لإقليم الحاجب وإداريًا لآيت بورزوين. يقدر عدد سكانها بـ 4600 نسمة حسب الإحصاء الرسمي للسكان والسكنى لسنة 2004.